# NGC 870
NGC 870 est une lointaine galaxie lenticulaire compacte située dans la constellation du Bélier. NGC 870 a été découverte par l'astronome irlandais R. J. Mitchell en 1854.

## Caractéristiques
Sa vitesse par rapport au fond diffus cosmologique est de 16 794 ± 32 km/s, ce qui correspond à une distance de Hubble de 248 ± 17 Mpc (∼809 millions d'al).